# Pitty
Priscilla Novaes Leone, nota come Pitty (Salvador, 7 ottobre 1977), è una cantante brasiliana.

## Discografia
Album studio
- 2003 - Admirável Chip Novo
- 2005 - Anacrônico
- 2009 - Chiaroscuro
- 2014 - Setevidas
- 2019 - Matriz
- 2022 - Do meu Lado

Album live e DVD
- 2007 - {Des}Concerto Ao Vivo
- 2011 - A Trupe Delirante no Circo Voador

EP
- 2003 - Lado Z
- 2007 - Estúdio Coca-Cola